# جول أهل جعيول (المحفد)

تعديل مصدري - تعديل

جول أهل جعيول هي إحدى قرى عزلة المحفد بمديرية المحفد التابعة لمحافظة أبين، بلغ تعداد سكانها 109 نسمة حسب تعداد اليمن لعام 2004.